# Parco nazionale Point Pelee
Il parco nazionale di Point Pelee (in inglese Point Pelee National Park) è un parco nazionale situato in Ontario, in Canada, che tutela il territorio di una penisola del lago Erie.